# Alpine A610
Alpine A 610 byl supersportovní automobil, který v letech 1991 až 1995 vyráběla francouzská automobilka Alpine vlastněná koncernem Renault, ve městě Dieppe. Oproti svému předchůdci Renault Alpine GTA byl označen už jen jako Alpine, nejspíše protože spojení Alpine a Renault dohromady mohlo snižovat sportovní image této značky.
Vůz měl karoserii dvoudveřové kupé. Poháněl ho přeplňovaný vidlicový šestiválec o objemu 3 litry a výkonu 184 kW. Po dobu výroby se objevilo několik limitovaných edicí – A610 Albertville byla představena u příležitosti olympijských her v roce 1992. Byla nalakována speciálním odstínem bílé Gardenia. Ve stejném roce se objevila i limitovaná edice 31 vozů A610 Magny-Cours. Ta byla představena k oslavám vítězství stáje Williams-Renault ve velké ceně Francie. 
První dva roky se vůz prodával dobře, poté prodeje klesaly a celkově bylo vyrobeno 818 vozů. Po ukončení výroby A610 v roce 1995 byla zastavena i celá produkce automobilů Alpine. V továrně v Dieppe se pak vyráběl vůz Renault Spider. Nástupcem se stal až po více než dvaceti letech Alpine A110.

## Specifikace
| Název motoru    | Objem   | Výkon  | Točivý moment           | Převodovka | Spotřeba při 120 km/h | Max. rychlost | 0–100 km/h |
| --------------- | ------- | ------ | ----------------------- | ---------- | --------------------- | ------------- | ---------- |
| A610 - D 503 05 | 2975 cc | 184 kW | 350 Nm při 2900 ot./min | 5°man      | 9,2 l                 | 265 km/h      | 5,7 s      |